# Agutier

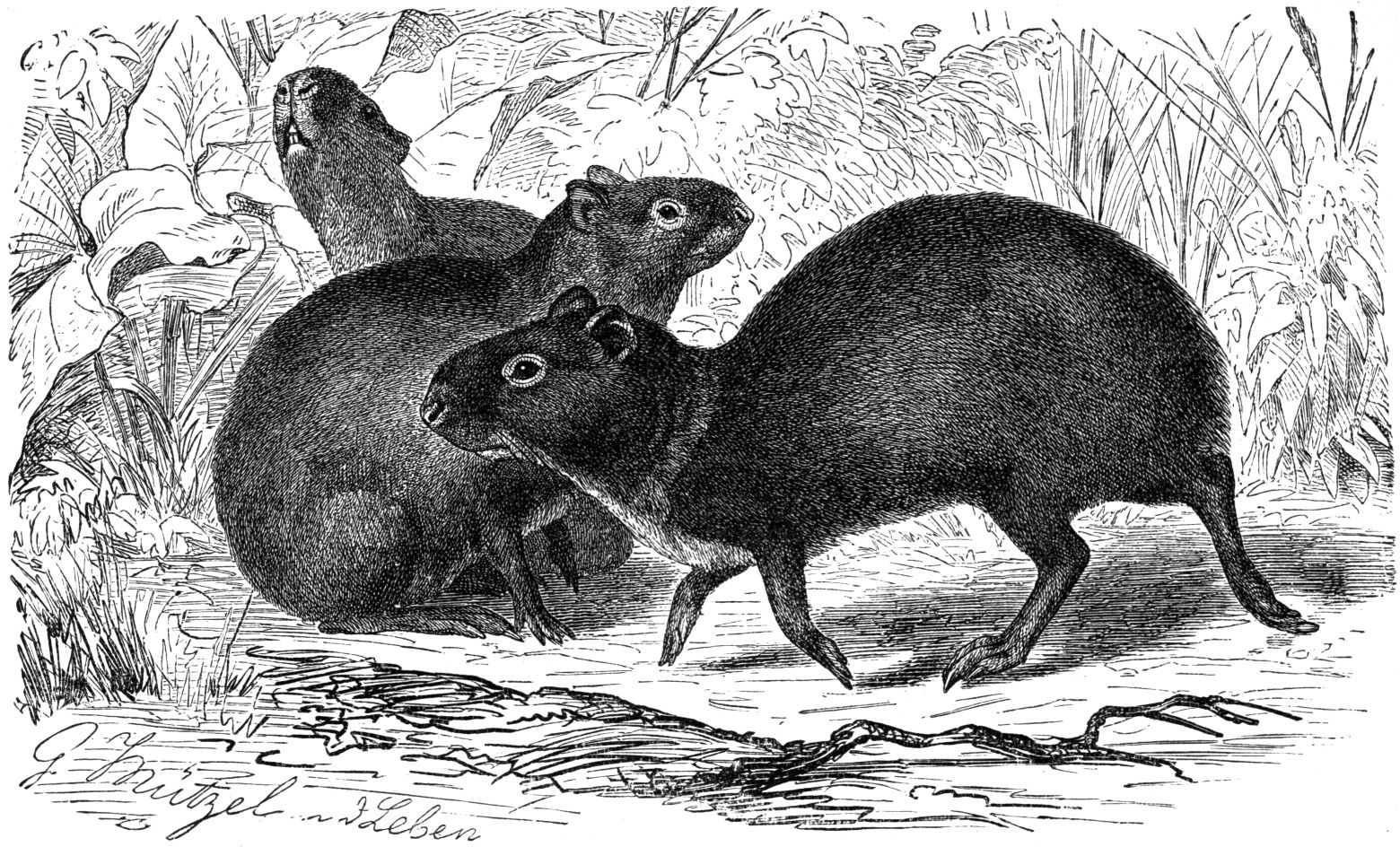
Individer av arten Dasyprocta leporina.

Agutier (Dasyprocta) är ett släkte i ordningen gnagare som omfattar 11 arter vilka lever i Centralamerika, norra och centrala Sydamerika samt på Små Antillerna.

## Kännetecken
Agutierna har slanka kroppar som vilar på långa smala ben. Frambenen har fyra tår och bakbenen, som är väsentligt längre än frambenen, tre stycken. Alla tår är kloförsedda. Pälsen är tät och mjuk och är vanligen mörkt orange eller brunaktig. Buken är däremot vit eller gulaktig. Huvudet sitter på en kort hals och har små runda öron och stora ögon. Svansen är enbart en stump på en till fyra centimeter. Agutier kan nå en sammanlagd längd av 42–62 centimeter och väga från 1,5 upp till 4 kilogram.

## Utbredning och habitat
Arterna i släktet fanns ursprungligen från södra Mexiko till norra Argentina.
Agutier förekommer i olika habitat däribland skogar, tät buskland, savann samt fält och andra odlade ytor.

## Levnadssätt
Individer i släktet utmärker sig genom bra förmåga att hoppa långt i ett enda skutt.
Arterna är vanligen dagaktiva. Bara i regioner där människan har många boplatser visar de sig efter gryningen utanför gömstället. De gömmer sig i självgrävda bon och i trädens håligheter eller i tät vegetation.
Arterna vistas på marken. De har genom sin kroppsbyggnad bra förmåga att springa. De är tågångare och rusar iväg vid fara. Agutier skapar stigar från bon till områden med föda genom att trampa ned gräset. När de äter sitter de på sina bakre extremiteter och håller födan mellan sina främre extremiteter.
Individerna lever ensamma eller i par. De har revir som de försvarar mot artfränder av samma kön. För kommunikationen har de olika läten, till exempel ett varningsläte som påminner om hundens skällande. För att hota motståndaren lyfter de ryggens hår.

## Föda
Agutier är växtätare som livnär sig bland annat av frukter, nötter, blad, stjälkar och rötter. Det finns berättelser om agutier som följer efter primater och som väntar på att något av deras föda faller till marken. Agutier har starka tänder och förutom dem finns nästan inga andra djur vid Amazonfloden som kan öppna skalen av paranöt. Liksom andra gnagare gräver de ner nötterna och på så sätt hjälper de till vid paranöttens fortplantning.

## Fortplantning
De flesta agutier kan para sig hela året. Innan parningen besprutar ofta hannen honan med urin vilket då förmår henne att dansa. Dräktigheten varar i 100 till 120 dagar och sedan föds en till två ungar, sällan tre. Nyfödda individer bär hår och är borymmare som efter en timme kan gå. Efter cirka fem månader slutar honan att ge di. Ungarna jagas bort efter att honan parat sig på nytt. Den äldsta kända individen blev 18 år gammal.

## Agutier och människor
Arterna jagas för köttets skull och för sin vana att äta jordbruksväxter. Dessutom förstörs deras levnadsområde och därför listar IUCN 6 av 11 arter som sårbara eller starkt hotade. Innan Europas nybyggare kom till Amerika infördes några arter av indianerna på de karibiska öarna. Dessa populationer räknas idag som utdöda.

## Systematik
Idag delas släktet i 11 arter. Svansagutier bildar ett eget släkte, Myoprocta.
- D. azarae, lever i södra Brasilien och norra Argentina, listas av IUCN med kunskapsbrist.
- D. coibae, är endemisk på ön Coiba framför Panamas kustlinje, listas som sårbar.
- D. cristata, förekommer i Guyana, Surinam och Franska Guyana.
- D. fuliginosa, finns i norra Sydamerika från Colombia till Amazonas regnskog.
- D. guamara, lever vid Orinoco i Venezuela.
- D. kalinowskii, finns i sydöstra Peru, listas med kunskapsbrist.
- D. leporina, förekommer i norra och mellersta Sydamerika.
- D. mexicana, lever i södra Mexiko, listas som akut hotad.
- D. prymnolopha, finns i östra Brasilien.
- D. punctata, förekommer från södra Mexiko till Argentina.
- D. ruatanica, har en population på ön Roatán norr om Honduras, listas som starkt hotad.

Agutier och svansagutier bildar tillsammans familjen guldharar (Dasyproctidae). Vissa zoologer räknar även pakor (Cuniculus) till familjen, men släktskapet är omtvistat.